# Даниленко Людмила Іванівна
Людмила Іванівна Даниле́нко (нар. 16 жовтня 1956, Київ) — українська філологиня, славістка, дослідниця лексики, фразеології слов'янських мов та історії славістики.

## Біографія
Народилася 16 жовтня 1956 року у місті Києві.
1976 року поступила на слов'янське відділення філологічного фактультету Київського університету й закінчила його 1981 року з відзнакою.
У 1993-1996 роках навчалася в аспірантурі Інституту мовознавства ім. О. О. Потебні НАН України, де 1997 року захистила кандидатську дисертацію на тему «Національно‑культурні особливості семантики чеських фразеологізмів» (науковий керівник: академік В.М. Русанівський, 1997).
З 2000 року працює на посаді доцента кафедри слов’янської філології Київського національного університету імені Тараса Шевченка.
Протягом 2000–2006 років викладала чеську мову в Дипломатичній академії України при МЗС України. 
З 2016 р. працює у відділі слов’янських мов Інституту мовознавства імені О.О. Потебні.
У вересні 2019 року захистила докторську дисертацію на тему «Чеська пареміологія в генетичному, лінгвокогнітивному і дискурсивному висвітленні»
Брала участь в роботі ХІІІ–XVI Міжнародних з’їздів славістів у Словенії (Любляна 2003), Македонії (Охрид 2008), Білорусі (Мінськ 2013), Сербії (Белград 2018)
Людмила Даниленко входить до Фразеологічної комісії при Міжнародному комітеті славістів, обіймає посаду ученого секретаря Українського комітету славістів (2003 – дотепер).

## Вибрані праці

### Монографії
- «Національно-культурна семантика чеської фразеології» (2000).
- «Українське мовознавство в західних і південних слов’ян» (2005; співавторка).
- «Чеська пареміологія в генетичному, лінгвокогнітивному і дискурсивному висвітленні» (2019).

### Словники
- «Чесько-український словник. Сучасна ділова мова» (2000).
- «Praktický česko-ukrajinský slovník. Ekonomika. Finance. Obchod» (Чехія, 2000; співавторка).
- «Ukrajinsko-český slovník. Ekonomika. Finance. Obchod» (Чехія, 2004; співавторка).
- «Українсько-словенський та словенсько-український словник» (Словенія, 2018; співавторка).

### Підручники, посібники, розмовники
- «Перекладаємо чеською. Українсько-чеські прийменникові і безприйменникові конструкції» (2001).
- «Українсько-чеські паралелі в текстах і ситуаціях» (2002; 3-є вид. – 2012, співукладачка).
- «Чеська мова» (2006; 3-є вид. – 2012).
- «Kulturní paměť slova. Příručka české lingvokulturologie: Культурна пам’ять слова. Посібник з чеської лінгвокультурології» (2017)

### Вибрані статті
- Kdy je Škaredá středa ? // Praha. – Naše řeč. – 2000. – № 4. – S. 219–221.
- Мовно-образний простір чеської ментальності: концепт «краса» // Мовознавство. – 2006. – № 2/3. – С. 147–152.
- Лінгвокультурологічна характеристика прецедентності паремійного тексту // Мовознавство. – 2007. – № 3. – С. 78–84.
- Синхронна динаміка чеських паремій в тексті і дискурсі (за даними Чеського національного корпусу) // Komparacja systemów i funkcjonowania współczesnych języków słowiańskich. Frazeologia / Red. naukowa W. Mokijenko, H. Walter. – Opole: Uniwersytet Opolski, 2008. – S. 351–363.
- Чеська пареміологія, її концептуальний простір і культурні домінанти // Мовознавство. –  2008. – № 2-3. – С. 208–221.
- Лінгвістика ХХ – початку ХХІ ст. у пошуках цілісної теорії взаємозв’язку мови, культури, мислення // Мовознавство. – 2009. – № 5. – С. 3–11.
- До питання про сучасний паремійний мінімум чеської мови // Славянская фразеология и паремиология в XXI веке: Сб. науч. статей / Под. ред. Е. Е. Иванова, В. М. Мокиенко. – Минск: Змицер Колас, 2010. – С. 189–196.
- Русские пословицы в «Славине» Й. Добровского и дальнейшая их судьба в чешской паремиологии // Phraseologische Studien. Dynamische Tendenzen in der slawischen Phraseologie / Red. D.Baláková, H.Walter. – Greifswald, 2010. – S. 99–106.
- Простір «мова–людина–культура» академіка В. М. Русанівського // Мовознавство. – 2011. – № 3. – С. 10–16.
- Толерантность в чешской лингвокультуре // Когнитивно-прагматические векторы современного языкознания: Сб. науч. трудов. – М.: Флинта: Наука, 2011. – С. 274–280.
- Чеська пареміографія від початків (XIV cт.) до сучасності // Мовознавство. – 2011. – № 5. – С. 60–72.
- Чеський паремійний фонд: культурно-історичні джерела формування і тенденції розвитку // Мовознавство. – 2013. – № 2-3. – С. 184–200.
- Чужі – освоєні – свої: чеські паремії німецького походження // Компаративні дослідження слов’янських мов і літератур: Пам’яті академіка Леоніда Булаховського: Зб. наук. праць. – Вип. 28. – К., 2015. – С. 42–52.
- Простір «Мова–людина–культура» академіка В. М. Русанівського // Життя – у слові / Зб. наук. праць на пошану академіка В. М. Русанівського. – К.: Вид. дім Д. Бураго, 2011. – С. 24–31.
- Слов'янські джерела чеської пареміології: український вимір // Мовознавство, 2018. — №2. — С. 3-15.
- Фразеологія vs. пареміологія: проблема термінологічного розмежування в сучасній лінгвістиці // Rossica Olomucensia. Olomouc. — 2018, Vol. LVII. — №2. — S. 29-42.
- Český jazyk a lidová kultura: projektový záměr lingvokulturologického slovníku // Slovanská lexikografie počátkem 21. století : sborník příspěvků z mezinárodní konference, Praha, 20.‑22 4.2016. Praha : Slovanský ústav AV ČR, 2018. — S.189-198.
- Чеські прислів’я в дискурсивній парадигмі: типи комунікативних інтенцій // Studia Slavica XXIII/2. — Ostrava, 2019. — C. 49-57.
- Український пантелик та його рецепція у слов’янських мовах (до походження фразеологізму збити з пантелику) // Slavia Orientalis. T. LXIX. — 2020. — № 2. — C. 319-334.